# لودلينا دي كامبوس ميلو
لودلينا دي كامبوس ميلو (بالبرتغالية: Laudelina de Campos Melo‏) (12 أكتوبر 1904 - 12 مايو 1991) هي ناشطة أفريقيّة برازيليّة، ومفكّرة عمّاليّة، وعاملة في المجتمع المحلّي. عملت طوال حياتها كخادمة. أدركت ميلو في وقت مبكّر من حياتها حالتي التمييز وعدم التقدير اللتان تتعرّض لهما المرأة العاملة، فعملت على تغيير المفهوم العامّ والسياسات المتعلّقة بهذا الموضوع، ونجحت في نهاية المطاف في تأسيس عددٍ من المنظّمات التي تُعنى بشؤون عمّال المنازل وتهدف إلى ممارسة الضغوط من أجل تحقيق التغيير في مهنتهم، والاعتراف بهم كفئة من العمّال يتمتّعون بحقوقهم ومزاياهم.

## الحياة المبكّرة
ولدت لودلينا دي كامبوس ميلو في 12 أوكتوبر/ تشرين الأوّل من عام 1904 في بلديّة باسوس دي كالداس الواقعة في ولاية ميناس جيرايس البرازيليّة، لأبٍ اسمه ماركو أوريليو، وأمّ اسمها سيدونيا. كانت والدة ميلو خادمة في المنازل، ووالدها كان حطّاباً.  وُلد كلّ من والديها لأبوين عبدين، ولكنّهما حصا على حريّتهما منذ الولادة وفقاً لبنود قانون ريو برانكو الصادر في عام 1817، على الرغم من بقاء آبائهم عبيداً. تركت ميلو المدرسة عندما كانت في سنّ الثانية عشر بهدف الاعتناء بإخوتها الأصغر سنّاً لكي يتسنى لوالدتها أن تعمل في أحد الفنادق بدوامٍ كامل، وذلك بعد وفاة والدها بحادثة عمل أثناء تقطيعه للأشجار.
عملت ميلو في العديد من المنظّمات الثقافيّة الخاصّة بالسود مذ كانت في عمر المراهقة لاهتمامها في تطوير مجتمعها. انتُخِبت في عام 1920 كرئيسةٍ لمجموعة ثقافيّة حملت اسم «نادي 13 مايو/ أيّار (بالبرتغاليّة: Clube 13 de Maio)» تركّز على النشاط السياسيّ والأنشطة الترفيهيّة. بدأت ميلو –قبل بلوغها العشرين من العمر– العملَ كخادمة في منزل «جوليا كوبيشاكي» والدة «جوسيلينو كوبيشاكي» الذي أصبح رئيساً للبرازيل في منتصف خمسينيّات القرن العشرين، وظلّت ميلو تعيش مع نفس الأسرة وتعمل كخادمة لها حتّى بعد انتقال أفرادها إلى ساوباولو.

## النشاط
تزوّجت ميلو في عام 1924 من عامل بناء من ريو دو جانيرو اسمه هنريك جيريمياس، وأصبحت شيئاً فشيئاً ناشطةً في المجال السياسيّ، وذلك من خلال انضمامها للحزب الشيوعيّ البرازيليّ وجبهة البرازيليّين السود، والجمعيّة الثقافيّة الخاصّة بالسود التي كانت تحمل اسم "التَوق للوطن (بالبرتغالية Saudade de Campinas). بقيت ميلو مع زوجها في ساو باولو -حيث ولدت هناك طفليها الاثنين– حتّى عام 1932، وذلك عندما انتقلت إلى بلديّة سانتوس. ركّزت ميلو في نشاطاتها في سانتوس على الحدّ من التحيّز العنصريّ ومن انتقاص قدر عمل المرأة. أسّست في عام 1936 "رابطة عمّال الخدمات المنزليّة في البرازيل (بالبرتغاليّة: Associação de Trabalhadoras Domésticas)" التي كانت تهدف إلى ممارسة الضغوط لتحصيل عمّال الخدمات المنزليّة لحقّهم بالحصول على بطاقة عمل موقّعة، وحماية حقوقهم وامتيازاتهم كعمّال.   كانت ميلو تأمل أن تتحوّل هذه الرابطة إلى منصّة تستطيع من خلالها تثقيف العمّال حول القضايا القانونيّة التي تتعلّق بهم من خلال توحيدهم في رابطة واحدة، وجعلها وسيلةً لبناء وعي مشترك، وتوحيد النساء العاملات في المنازل بكتلة واحدة تقاتل من أجل الحصول على حقوقها.
انتقلت ميلو بعد انفصالها عن زوجها في عام 1938 إلى مدينة كامبيناس، واستمرّت هناك في نضالها لتحصيل حقوق خدم المنازل إلى أنّ تمّ منع المنظّمات الاجتماعيّة في عام 1942 من قبل النظام الدكتاتوري للرئيس جيتوليو دورنيلليس فارجاس. عادت ميلو –عندما أطيح بفارجاس من خلال الانقلاب الذي حدث في عام 1946– إلى نشاطها بالعمل في رابطة عمّال المنازل كرئيسةٍ لها. انتقلت في أواخر أربعينيّات القرن العشرين –مع العائلة التي كانت تعمل عندها كمربّية أطفال– إلى مدينة كوجي داس كروزيز حيث عملت كمديرة لبيت ريفيّ/ فندق إلى أن توفّي ربّ عملها في عام 1954 حيث عادت إلى مدينة كامبيناس وافتتحت نُزُلاً، وتخلّت عن العمل كخادمة، وقامت ببيع الوجبات الخفيفة في ملعبيّ غواراني وبونتي بريتا لكرة القدم بهدف زيادة مدخولها وضاعفت من نشاطها الثقافي والعمّاليّ. نشطت ميلو في الحركة السوداء في البرازيل«، وشاركت في مجموعة» المسرح التجريبي للسود (بالبرتغاليّة Teatro Experimental do Negro) التي كانت تهدف إلى تأمين نشاطات ثقافيّة تعزّز تقة الشبّان الزنوج بأنفسهم من خلال الرقص والعروض المسرحيّة.  أسّست ميلو مدرسة للرقص والموسيقى في مدينة كامبيناس بهدف تيسير حصول هذه الفئة من المجتمع للتدريب.
أسّست ميلو في عام 1961 أيضاً "رابطة خدم المنازل المهنيّة الخيريّة (بالبرتغالية Associação Profissional Beneficente das Empregadas Domésticas) بهدف التدريب على محو الأمّيّة وتوحيد خدم المنازل. شارك في الاجتماع الافتتاحي لهذه الرابطة 1200 خادم. أُجبِرت الرابطة على إغلاق أبوابها في عام 1964 وذلك عندما أتى انقلاب عسكري آخر بنظام ديكتاتوري عسكريّ حكم البلاد حتّى عام 1985. حاوت ميلو –خلال فترة حظر الجمعيّات العمّاليّة من قبل النظام الديكتاتوري- أن تنظّم مجموعة تعمل كلجنة ضمن التجمّع الوطني الديموقراطي في البرازيل، ولكنّ المرض الذي حلّ بها في عام 1968 حال بينها وبين خطّتها هذه، وأجبرها على الابتعاد عن التجمّع، والعزوف عن القضايا المتعلّقة بخدم المنازل. عملت خلال هذه الفترة أيضاً في الجناح التقدّمي للكنيسة الكاثوليكيّة بهدف الاستمرار في الضغط لتحصيل حقوق خدم المنازل الذين حصلوا في عام 1970 على الحقّ بتوقيع بطاقات عمل خاصّة بهم تضمن لهم حقوقهم وامتيازاتهم بشكلٍ قانونيّ.
تابعت ميلو -بعد رفع القيود المفروضة على المنظّمات العمّاليّة في عام 1982 -العملَ في رابطة خدم المنازل،   فقامت بإعادة هيكلة الرابطة وتحويلها إلى نقابة رسميّة في عام 1988 حملت اسم «نقابة خدم المنازل، بالبرتغالية: (Sindicato dos Trabalhadores Domésticos)».

## الوفاة والإرث
تُوفّيت ميلو في 22 من شهر مايو/ أيّار من عام 1991 في مدينة كامبيناس، وتبرّعت قبل وفاتها بمنزلها ليتمّ استخدامه كمقرّ لنقابة خدم المنازل. تمّ الاعتراف بميلو كمؤسِّسة لأوّل نقابة خاصّة بخدم المنازل، وكرائدة في مجال زيادة الوعي حول حماية حقوقهم في البرازيل. أدّى عملها إلى تطوير عددٍ من المنظّمات المشابهة في ولاياتٍ برازيليّة أخرى كان لها دور بالغ الأهمّيّة في الاعتراف بحقّ خدم المنازل في تصنيفهم كعمّال، وفي حصولهم على مزايا محميّة قانونيّاً.